# 안양 삼막사 대웅전
안양 삼막사 대웅전은 경기도 안양시 만안구 석수동, 삼막사에 있는 대웅전이다. 1983년 9월 19일 경기도의 문화재자료 제38호로 지정되었다가, 1991년 4월 12일 문화재 지정이 해제되었다.

## 해제 사유
1990년 12월 6일 목조건물인 대웅전(연면적 59.4평방m)이 전소되었다. 이 불로 대웅전 내에 걸려있던 경기도 지정문화재 제95호인 높이 1m 구경 61cm 규모의 동종이 소실되었다.

## 같이 보기
- 안양 삼막사 동종 - 경기도 유형문화재 제95호

## 참고 자료
- 삼막사대웅전 - 국가유산청 국가유산포털